# Ruido (física)
En el ámbito de las telecomunicaciones y de los dispositivos electrónicos, en general, se considera ruido a todas las perturbaciones eléctricas que interfieren sobre las señales transmitidas o procesadas.
También, de una forma general el ruido se asocia con la idea de un sonido molesto, bien por su incoherencia, por su volumen o por ambas cosas a la vez.

## Origen del ruido
Los orígenes del ruido son múltiples, pudiendo citarse como más importantes los siguientes:
- La agitación térmica producida en las moléculas del material que forma los conductores y, sobre todo, en las resistencias, por el choque con los electrones en movimiento.

- El movimiento desordenado, en las válvulas termoiónicas y especialmente en los semiconductores, de los electrones y otros portadores de corriente, lo que les lleva a emplear más o menos tiempo en su recorrido de un electrodo a otro. Este movimiento desordenado de los portadores de carga aumenta considerablemente con la temperatura.

- La naturaleza discreta de los portadores de corriente de los semiconductores (Ruido Shoot).

- La irradiación de los cuerpos negros es otro factor importante en el ruido de las comunicaciones por radio, ya que todos los objetos del universo, dependiendo de su temperatura, emiten energía en forma de ondas electromagnéticas.

- El ruido producido por fuentes tales como contactos defectuosos, artefactos eléctricos, radiación por ignición y alumbrado fluorescente, en general conocidas como señales parásitas.

- El ruido errático producido por fenómenos naturales tales como la  ionización  y  recombinación  de  moléculas  gaseosas  por  acción  de  la  radiación  solar,  cósmica,  campos  eléctricos  intensos, etc.

- El ruido generado a causa de la Radiación de fondo de microondas.

## Factor de ruido
La magnitud del ruido generado por un dispositivo electrónico, por ejemplo un amplificador, se puede expresar mediante el denominado factor de ruido (F), que es el resultado de dividir la relación señal/ruido en la entrada (S/R)ent por la relación señal/ruido en la salida (S/R)sal, cuando los valores de señal y ruido se expresan en números simples: 
{\displaystyle F={\frac {(S/R)ent}{(S/R)sal}}}
Sin embargo, como los valores de relación señal/ruido suelen expresarse en forma logarítmica, normalmente en decibelios, el factor de ruido en decibelios será, por tanto, la diferencia entre las relaciones S/R en la entrada y en la salida del elemento bajo prueba ya que:
{\displaystyle 10\cdot \log F=10\log {(S/R)ent}-10\log {(S/R)sal}}
El factor de ruido cuando se expresa en decibelios se suele llamar figura de ruido.
El factor de ruido es un parámetro importante en los sistemas de transmisión, ya que mientras el ruido externo nunca se podrá eliminar totalmente, la reducción del ruido generado por los equipos depende del cuidado de su diseño.

## Medida del ruido en telefonía
Debido a que la forma de onda del ruido es completamente distinta a la de la voz o la música, el oído no reacciona de la misma forma al ruido que a la conversación. Así, en los circuitos telefónicos el grado de perturbación que origina el ruido depende en parte del aparato telefónico empleado, cuya respuesta tampoco es lineal respecto a la frecuencia.
Con el fin de ver el impacto real del ruido sobre la conversación, en Europa y otras partes del mundo se utilizan las unidades sofométricas, del griego ψωφοs, ruido y μετρον medida, establecidas por el CCITT, ahora UIT-T.

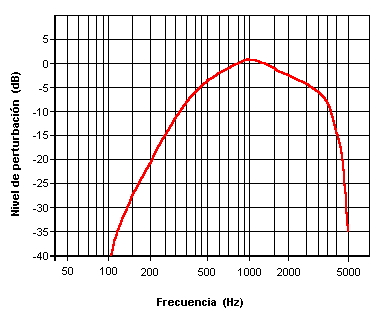
Figura 1.-Curva de ponderación sofométrica

Para efectuar la medida se utiliza una red de ponderación cuya respuesta de atenuación-frecuencia es inversa al efecto interferente de las frecuencias de audio contenidas en el ruido, así las frecuencias que más perturban son menos atenuadas y viceversa. De esta forma al efectuar una medida con un instrumento, generalmente un voltímetro de respuesta plana, su indicación nos dará un valor de tensión, directamente relacionado con el efecto perturbador real del ruido. Este valor al ser conocida la impedancia del punto de medida es fácilmente convertido en potencia. 
Existen instrumentos de medida específicos para el ruido denominados sofómetros.
En la Figura 1 se representa la curva de ponderación de ruido, basada en pruebas auditivas, con indicación de la interferencia relativa del ruido a distintas frecuencias.
La unidad de referencia en medidas de ruido es el picovatio (10-12 W) con compensación sofométrica, que se abrevia como pWp. El nivel de referencia de 1 pWp es equivalente a los siguientes valores:
- Un tono de 800 Hz con un nivel de -90 dBm.
- Un tono de 1000 Hz con una potencia de -91 dBm.
- El ruido de fondo en una banda de 3 kHz de ancho de banda con una potencia aproximada de -88 dBm.

## Temperatura de ruido
La potencia de ruido exclusivamente térmico de un circuito vale N=KTB, siendo K, la constante de Boltzmann, T 290 K y B el ancho de banda considerado en Hz. En el caso de un dispositivo real, sobre todo si es activo, produce un nivel de ruido mayor que N, que llamaremos PN. Entonces tenemos: PN=KTeB. 
Se llama temperatura equivalente de ruido a Te y es la temperatura a la que un cuerpo negro produce una potencia de ruido igual a la de nuestro dispositivo, en el ancho de banda de interés.